# Jan Hájek
Jan Hájek (Olomouc, 7 de agosto de 1983) es un exjugador de tenis de la República Checa. 

## Carrera
Comenzó a jugar tenis a los seis años con su padre, Svatopluk, que es entrenador de tenis, mientras que su madre, Eva, es maestra de escuela. Tiene una hermana menor, llamada Radka, que es estudiante. Sus apodos son "Hajecek", "Hajos" y "Gejza". Dentro de sus pasatiempos favoritos refiere jugar al fútbol y ver hockey. Sus ídolos que admiraba cuando era niño fueron Andre Agassi, y su compatriota, la superestrella de hockey Jaromir Jagr. Considera la arcilla su superficie favorita y su mejor golpe el revés.
Su ranking individual más alto logrado en el ranking mundial ATP, fue el nº 71 logrado el 6 de noviembre de 2006. Mientras que en dobles alcanzó el puesto nº 189 el 1 de mayo de 2006.
Hasta el momento ha obtenido 16 títulos en total. Diez fueron en modalidad individuales y todos ellos de la categoría ATP Challenger Series. En dobles ganó seis títulos, de los cuales uno fue en categoría ATP y los cinco restantes fueron Challengers.

### Copa Davis
Desde el año 2009 es participante del Equipo de Copa Davis de República Checa. Tiene en esta competición un récord total de partidos ganados/perdidos de 5/5 (4/4 en individuales y 1/1 en dobles).

## Títulos; 1 (0 + 1)

### Dobles
| Leyenda                         |
| Grand Slam (0)                  |
| ATP Wourld Tour Finals (0)      |
| ATP Masters 1000 World Tour (0) |
| ATP World Tour 500 series (0)   |
| ATP World Tour 250 series (1)   |

| N.º | Fecha      | Torneo         | Superficie | Compañero     | Oponentes en la final       | Resultado |
| --- | ---------- | -------------- | ---------- | ------------- | --------------------------- | --------- |
| 1.  | 03.01.2014 | Torneo de Doha | Dura       | Tomáš Berdych | Alexander Peya Bruno Soares | 6-2, 6-4  |

#### Finalista
| N.º | Fecha      | Torneo           | Superficie | Compañero         | Oponentes en la final               | Resultado |
| --- | ---------- | ---------------- | ---------- | ----------------- | ----------------------------------- | --------- |
| 1.  | 06.05.2007 | Torneo de Múnich | Tierra     | Jaroslav Levinský | Philipp Kohlschreiber Mijaíl Yuzhny | 1-6, 4-6  |

## Títulos; 15 (10 + 5)
| Leyenda               | Individuales | Dobles |
| --------------------- | ------------ | ------ |
| ATP Challenger Series | 10           | 5      |

### Individuales
| N.º | Fecha      | Torneo                      | Superficie    | Oponentes en la final | Resultado       |
| --- | ---------- | --------------------------- | ------------- | --------------------- | --------------- |
| 1.  | 26.03.2006 | Challenger de Barletta (1)  | Tierra batida | Stefano Galvani       | 6–2, 6–1        |
| 2.  | 10.06.2006 | Challenger de Prostejov (1) | Tierra batida | Dominik Hrbatý        | 6–3, 5–7, 6–2   |
| 3.  | 25.06.2006 | Challenger de Braunschweig  | Tierra batida | Fernando Vicente      | 6–1, 6–3        |
| 4.  | 16.07.2006 | Challenger de Posnania      | Tierra batida | Ilija Bozoljac        | 6–4, 6–3        |
| 5.  | 03.05.2009 | Challenger de Ostrava       | Tierra batida | Ivan Dodig            | 7–5, 6–1        |
| 6.  | 06.06.2009 | Challenger de Prostejov (2) | Tierra batida | Steve Darcis          | 6–2, 1–6, 6–4   |
| 7.  | 06.09.2009 | Challenger de Freudenstadt  | Tierra batida | Laurent Recouderc     | 2-6 6-3 7-6 (5) |
| 8.  | 05.06.2010 | Challenger de Prostejov (3) | Tierra batida | Radek Štěpánek        | 6–0 RET         |
| 9.  | 01.07.2012 | Challenger de Marburgo      | Tierra batida | Andreas Haider-Maurer | 6-2, 6-2        |
| 18. | 18.08.2013 | Challenger de Meerbusch     | Tierra batida | Jesse Huta Galung     | 6-3, 6-4        |

### Dobles
| N.º | Fecha      | Torneo                     | Superficie | Compañero         | Oponentes en la final             | Resultado        |
| --- | ---------- | -------------------------- | ---------- | ----------------- | --------------------------------- | ---------------- |
| 1.  | 30.04.2006 | Challenger de Bérgamo      | Tierra     | Jaroslav Pospíšil | Marcelo Charpentier Tomas Tenconi | 6-2, 6-2         |
| 2.  | 07.09.2008 | Challenger de Düsseldorf   | Tierra     | Tomáš Zíb         | Lukáš Rosol Igor Zelenay          | 1-6, 6-2, [10-7] |
| 3.  | 03.05.2009 | Challenger de Ostrava      | Tierra     | Robin Vik         | Matúš Horecný Tomáš Janci         | 6-2, 6-4         |
| 4.  | 06.09.2009 | Challenger de Freudenstadt | Tierra     | Dušan Karol       | Martin Kližan Adil Shamasdin      | 4-6, 6-4, [10-5] |
| 5.  | 20.11.2011 | Challenger de Bratislava   | Dura (i)   | Lukáš Lacko       | Lukáš Rosol David Škoch           | 7-5, 7-5         |